# Alphons Mosmans
Alphonsus Guillielmus Josephus (Alphons) Mosmans ('s-Hertogenbosch, 7 februari 1872 - aldaar, 14 februari 1953) was een Nederlands organist, componist en muziekuitgever (Firma Mosmans).
Hij was zoon van boekhouder Henricus Antonius Adrianus Mosmans en Taekla Anna Maria Jorritsma. Hij was broer van Albert Mosmans en Jan Mosmans, archivaris van de Sint Jans. Hij werd onderscheiden met Pro Ecclesia et Pontifice. Hij bleef zelf ongetrouwd.
Hij kreeg zijn muziekopleiding aan de Stedelijke Muziekschool ’s Hertogenbosch van Herman van Bree, voornamelijk lessen op het orgel. Hij wendde zich echter al snel tot het schrijven van muziek en het uitgeven daarvan. Hij bleef wel jarenlang tweede organist van de  Sint Jans Basiliek. Hij verzorgde tevens muziekrecensies voor het Noordbrabants Dagblad en Het Huisgezin. Hij schreef voorts enkele verhandelingen zoals De organisten der Sint-Janskerk te ’s Hertogenbosch; (her-)uitgegeven door Henri Mosmans in 1921  (eerdere titel: Studie over Organisten der Sint-Janskerk te ’s Hertogenbosch). Hij schreef ook mee aan Oude namen van huizen en straten te ’s Hertogenbosch (uitgeverij Mosmans, 1907).
Tijdens de mobilisatie voor de Eerste Wereldoorlog was hij organist-instructeur van het Rooms Katholiek Militair Kerkkoor. Daarna werd weinig meer van van hem vernomen.
Werken:
- opus 7: Salve regina (3 stemmen en orgel)
- opus 8: Salve rebina (3 stemmen en orgel)
- opus 9: Kleine kleuter, hartendief/De lente komt (twee kinderliedjes)
- opus 10.1: Orgelfantasie; 10.2: Improvisatie, 10.3: postludium
- opus 11: Jansencantate (humoristisch lied voor mannenkoor, geschreven onder pseudoniem Arthur Claessens)
- opus 12: Kerstcantate voor solisten, koor en orgel
- opus 13: Offertium in festo St. Aloysii (solisten, koor en orgel)
- opus 14: Abdijsiroop (humoristisch lied voor mannenkoor, advertentiemuziek)
- opus 15: Meicantate (solisten, koor en orgel of piano)
- opus 16: Resonet in Laudibus, twaalf lofzangen, zang en orgel)
- opus 17: Vaandellied, volkslies (bekroond door de Vereeniging voor den Volkszang uit Limburg)
- opus 18: Natuurgenoot (zangduet met piano, viool ad libitum)
- opus 19: Vianden (mannenkoor)
- opus 20: Avondstemming (verplicht werk tijdens zangwedstrijd augustus 1910 in Den Bosch)
- opus 24: Herleving; duet voor twee zangstemmen met piano
- opus 34: Mozes in de klem, komische operette voor vier mannenstemmen
- opus 35: Mijn oom, de kolonel, operette voor zeven mannenstemmen
- opus 37: Lofzang, duet voor twee zangstemmen
- opus 40: Als mijnheer van huis is; een operette voor zes mannen
- Humble Prière droeg hij op aan zijn broer R.P.H. Mosmans
- Een feestmars uit 1935 voor het 750-jarig bestaan van ’s Hertogenbosch.